# ماریوش ووجیتسکی
ماریوش ووجیتسکی (لهستانی: Mariusz Wodzicki؛ زادهٔ ۱۹۵۶) ریاضی‌دان لهستانی است که تمرکز کارهایش بیشتر روی آنالیز، نظریه کی جبری، هندسه ناجابجایی و هندسه جبری است. او در سال ۱۹۸۰ از دانشگاه دولتی مسکو مدرک کارشناسی گرفت.